# Prezidentské volby v Abcházii 2020
Volba prezidenta Abcházie v roce 2020 byla v pořadí devátá volba prezidenta této částečně mezinárodně uznané kavkazské země a v pořadí osmá přímá volba hlavy státu. Jednalo se o předčasné prezidentské volby, které se uskutečnilo následkem rezignace prezidenta Raula Chadžimby ze dne 12. ledna 2020, pouhé čtyři měsíce po jeho znovuzvolení. Ústřední volební komise republiky poté ještě téhož dne stanovila datum konání prvního kola předčasných voleb na 22. března 2020.
Novým prezidentem Abcházie byl nakonec zvolen kandidát opozice Aslan Bžanija, a to v prvním kole.

## Kandidáti
Registrace kandidátů ucházejících se o pozici prezidenta Republiky Abcházie iniciativními skupinami a politickými stranami probíhala od 22. ledna do 11. února 2020. Do deseti dnů od registrace, nejpozději tedy do 21. února museli kandidáti svou kandidaturu potvrdit u Ústřední volební komise. Odstupující prezident Raul Chadžimba se rozhodl už znovu nekandidovat. Centrální volební komise nakonec zaregistrovala pouze tři kandidáty. Z těchto tří byli Ardzinba a Dzapšba z pohledu dosavadní moci provládními kandidáty a pouze Bžanija opoziční kandidát.
| Kandidát na prezidenta                                                                                            | Zaměstnání, zkušenosti s politikou                       | Podpora a nominace politických stran   | Kandidát na viceprezidenta |
| --- | -------------------------------------------------------- | -------------------------------------- | -------------------------- |
| Adgur Ardzinba | Ministr hospodářství (2015-2020)                         | Apsny, Aruaa, Abchazská národní strana | Arda Ašuba                 |
| Aslan Bžanija | Generál, Předseda Státní bezpečnostní služby (2011–2014) | Amcachara, Jednotná Abcházie           | Badra Gunba                |
| Leonid Dzapšba | Předseda Akzaary, Ministr vnitra (2010–2016)             | Akzaara                                | Viktor Chašba              |
| Kan Kvarčija byl nominován iniciativní skupinou jako kandidát, avšak 11. února oznámil, že se vzdává kandidatury. |                                                          |                                        |                            |

## Hlasování a výsledky
První kolo voleb bylo stanoveno na neděli 22. března 2020, hlasovací místa se voličům otevřela v 8:00 a uzavřela ve 20:00 místního času. Hlasování probíhalo v 35 volebních obvodech, jež byly dále rozděleny na celkem 152 volebních okrsků. Další dva volební okrsky byly otevřeny v zahraničí: jeden v Moskvě a jeden v Čerkesku. Kompletní výsledky byly zveřejněny až následující den.
Volební účast dosáhla 71,56 %, přičemž se voleb zúčastnilo 95 109 hlasujících z 131 325 obyvatel s volebním právem. Průběh hlasování byl hladký a nenarušil ho žádný významný incident. V následující tabulce jsou uvedeny výsledky prvního kola voleb. Druhé kolo se nekonalo, neboť Aslan Bžanija porazil své protikandidáty nadpoloviční většinou.
| Pořadí                | Kandidát na prezidenta | Počet hlasů | Počet hlasů v % |
| --------------------- | ---------------------- | ----------- | --------------- |
| 1.                    | Aslan Bžanija          | 53 741      | 56,50 %         |
| 2.                    | Adgur Ardzinba         | 33 686      | 35,42 %         |
| 3.                    | Leonid Dzapšba         | 2 114       | 2,22 %          |
| Proti všem kandidátům | Proti všem kandidátům  | 1 666       | 1,75 %          |
| Neplatné hlasy        | Neplatné hlasy         | 3 902       | 4,11 %          |
| Celkem                | Celkem                 | 95 110      | 100 %           |

Po sečtení hlasů poražený kandidát Dzapšba uznal Bžaniju jako vítěze voleb a pogratuloval mu k úspěchu. Inaugurace nového prezidenta byla naplánovaná na 23. dubna 2020.